# Травневий хрущ
Хрущ травневий — група великих жуків роду хрущ родини пластинчастовусих, завдовжки 23—32 мм, з коренастим, широким і сильно опуклим тілом. Мешкають у Європі. До групи належать три види хрущів, які зовнішньо відрізняються мало:
- західний травневий хрущ Melolontha melolontha
- східний травневий хрущ Melolontha hippocastani
- великий травневий хрущ Melolontha pectoralis

## Опис

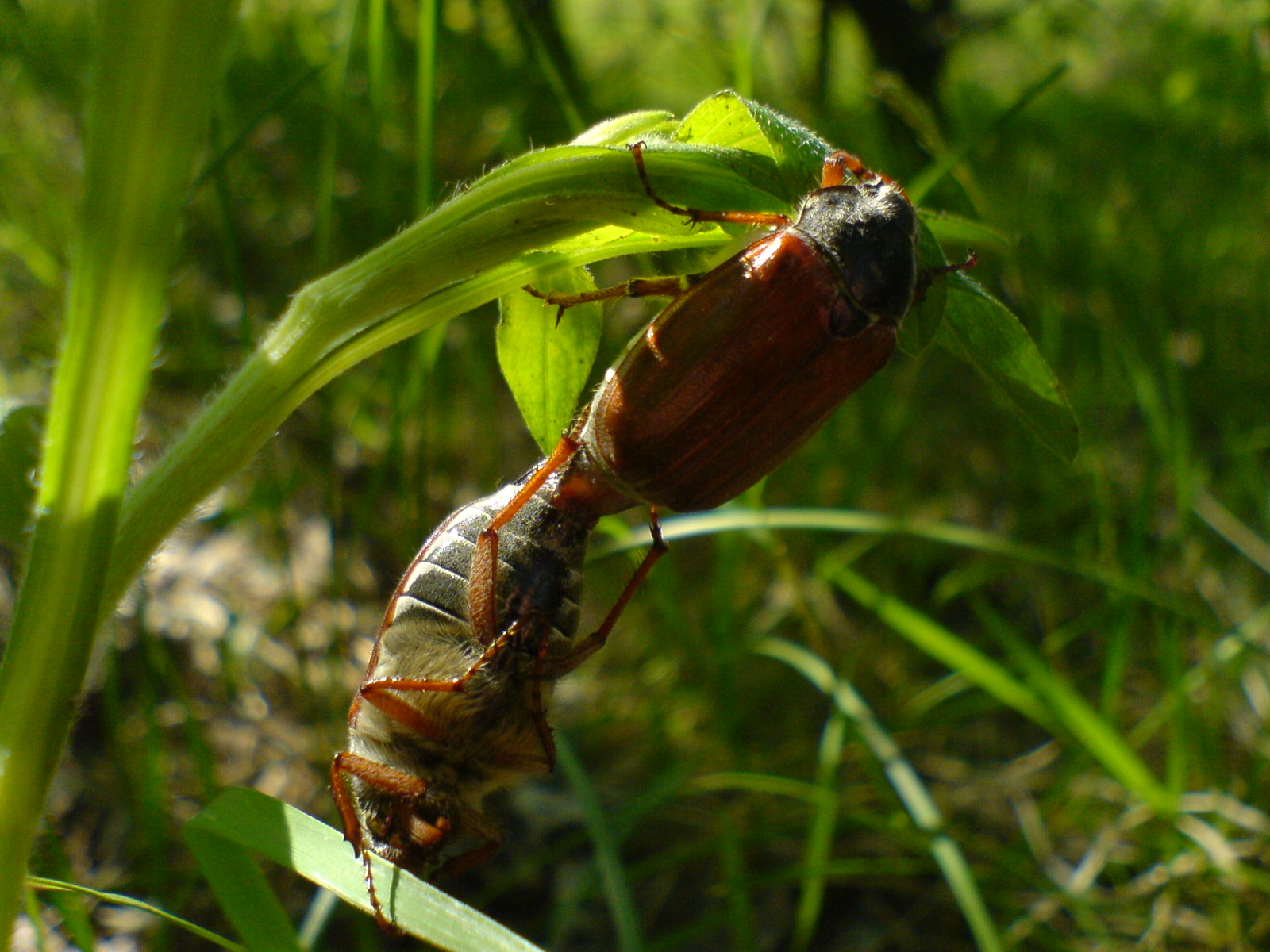
Парування хрущів

Низ тіла, голова й пронотум — чорні. Надкрила, ноги й вусики, полапки та пігідій від світло-коричневого, червоно-бурого до майже чорно-брунатного кольору. Характерна сильна колірна мінливість — утворює велику кількість колірних аберацій. Боки черевних сегментів з чималими трикутними плямами білого кольору (типова форма). Антени 10-членикові, з пластинчастими відростками на останніх 6—7 члениках. Голова досить маленька, втягнута в темний пронотум покритий короткими сірувато-жовтуватими волосинками. Надкрила опуклі, довгасто-овальні, з п'ятьма вузькими ребрами, покриті густими прилеглими й короткими білими або сіруватими волосинками та рідкими, довшими та настовбурченими. Основа та боки в негустих довгих жовто-сірих настовбурчених волосках, ребра в різких досить дрібних крапках. Проміжки між ребрами, на надкрилах, покриті дрібними крапками, слабкими зморшками і рівномірними тонкими й короткими білувато-сірими волосинами, що трохи закривають основне тло. Груди покриті довгими густими білувато-сірими волосинами. Пігідій витягнутий у відросток довжиною 3—5 міліметрів. Передні гомілки ззовні з 3 або 2 зубцями, причому основний зубець тупий, у самця часто ледве помітний, у вигляді закругленого виступу, тому гомілки здаються 2-зубчастими; середній зубець сильно наближений до верхнього.

### Статевий диморфізм
Антени у самця з великою булавою з 7 пластин, у самиці  — з 6 дрібніших і коротших пластин. Пластини містять нюхові рецептори, які дозволяють самцю знаходити самицю. Пігідій самця має довгий і вузький відросток, у самиці коротший.

## Спосіб життя

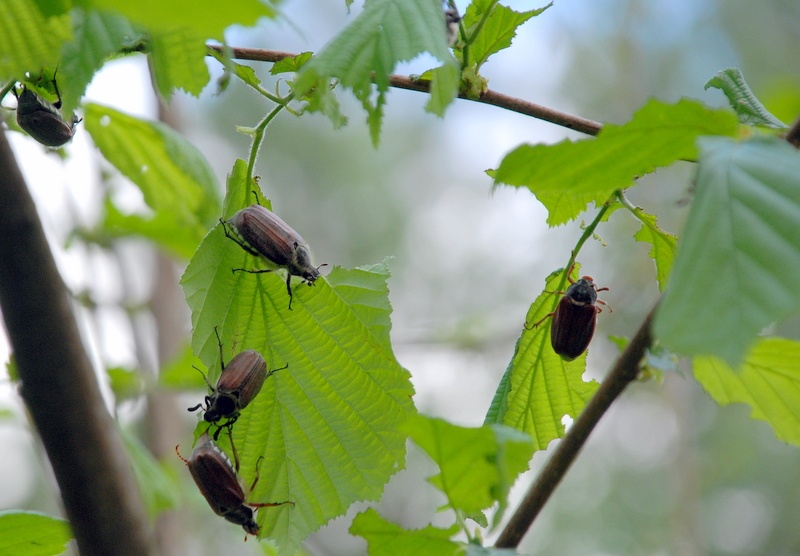
Хрущі об'їдають ліщину

У південній частині ареалу поява жуків відбувається зазвичай в другій половині квітня до початку червня. У північних регіонах хрущі з'являються в середині травня до кінця червня. Літають по узліссях листяних насаджень, де харчуються листям дерев і чагарників — дуб, бук, клен, в'яз, ліщина, тополя, верба, липа, волоський горіх. З плодових культур найбільшу перевагу віддають сливі та вишні, з лісових — дубу. Активні в уранішні і вечірні години, вночі можуть прилітати на штучні джерела світла.

## Життєвий цикл

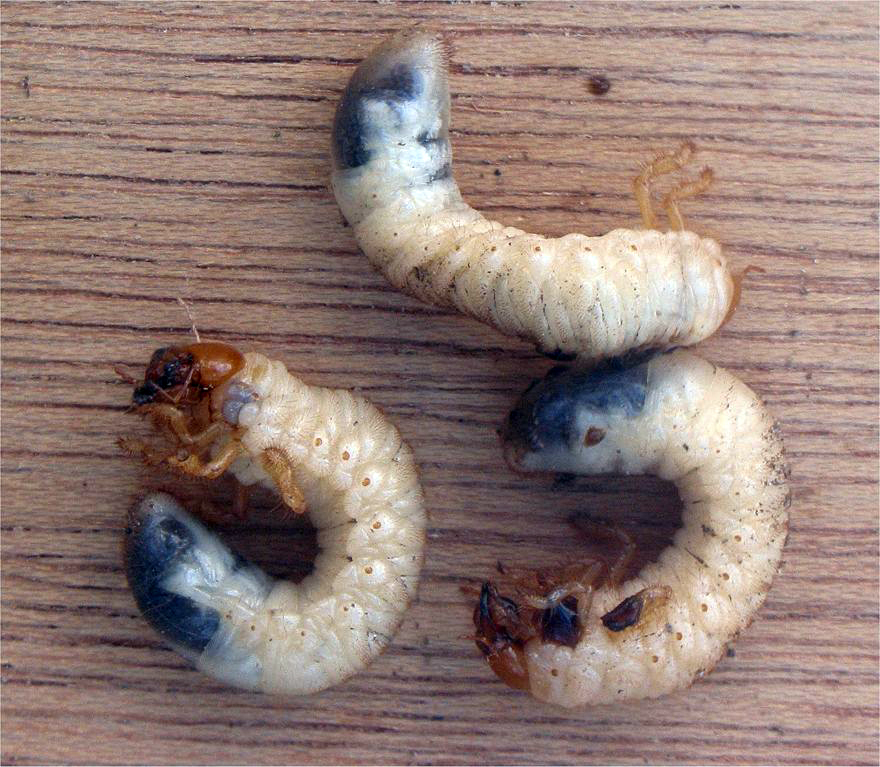
Личинки хруща (хробаки)

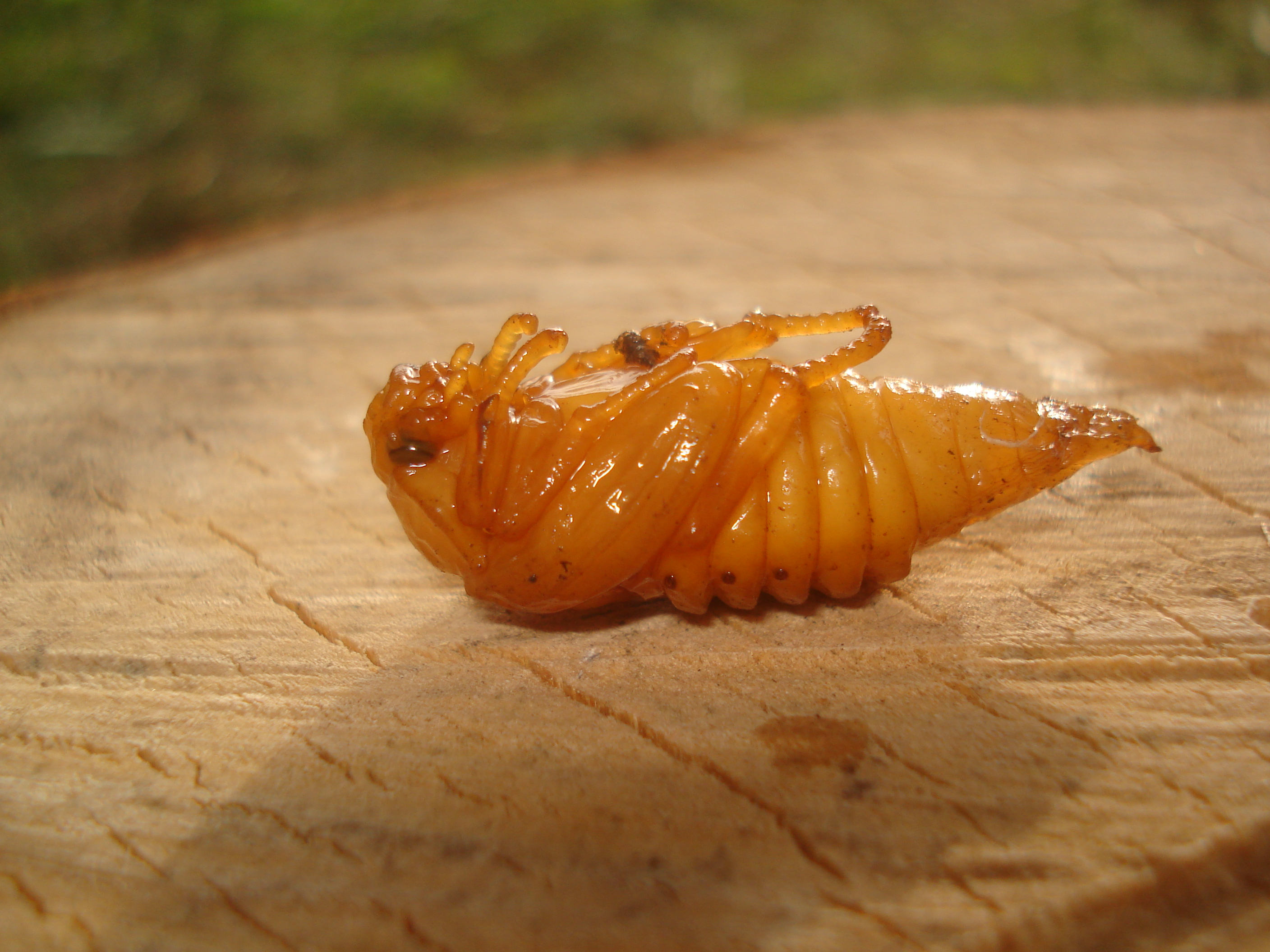
Лялечка хруща

Жуки відкладають яйця в ґрунт на глибину 20 — 40 см, купками по 5 — 20 штук. Віддають перевагу ґрунтам, що прогріваються, з рідким ґрунтовим покривом. Яйця овальні, білі, завбільшки 2×3 мм. Через 24- 25 або 40 — 50 днів, залежно від температури ґрунту, з них з'являються дрібні брудно-білого кольору шестиногі личинки (хробаки), які поступово виростають у великі, білі, С-подібні. Голова брунатна, з жовто-бурими щелепами, покрита міцним хітиновим панциром, очі відсутні. На анальному сегменті черевця розташовано 2 ряди по 25 — 30 дрібних щетинок конічної форми. Личинки останнього року перед перетворенням досягають довжини 45 — 65 мм. Личинки першого року харчуються гумусом, старші — мертвим і живим корінням різних рослин. У північній і середній Європі генерація 4-річна, в тепліших південних областях 3-річна. Обертання в лялечку личинок останнього віку відбувається в червні-липні в земляній колисці. Лялечка вільна, жовтувата. Стадія лялечки 30 — 40 днів. Зимує імаго. У посушливі роки з жарким літом і осінню можливий вихід невеликої кількості жуків восени. Личинки жуків потерпають від ураження бактеріальними хворобами.

## Ареал
Зустрічаються у помірній зоні Європи.
Травневі хрущі відомі з усієї території України окрім Криму. M. melolontha зустрічається майже по всій території України, M. hippocastani — окрім Чернівецької та Сумської областей. M. pectoralis виявлений лише в Закарпатті.

## Економічне значення
Один з основних шкідників плодово-ягідних і лісових насаджень в Центральній Європі, лісостеповій зоні України, на північному Сході України. У роки масового розмноження жуки можуть повністю об'їдати листя дерев. Найвідчутнішої шкоди завдається пошкодженням коріння личинками другого і третього віку з травня по вересень. Найчутливіші до пошкоджень молоді дерева, які часто гинуть. Життєві цикли цих комах вивчав та розробляв засоби захисту від них дерев О. І. Воронцов.

## Видові особливості
Три види травневих хрущів схожі між собою морфологічно, поведінкою, способом життя і екологічно, проте мають і деякі відмінності. Жуків можна відрізнити за будовою пігідію. У західного травневого хруща відросток пігідію найдовший, паралельний на кінці. Східний травневий хрущ має коротший відросток, з розширенням на кінці. Великий травневий хрущ майже не має відростка пігідію.

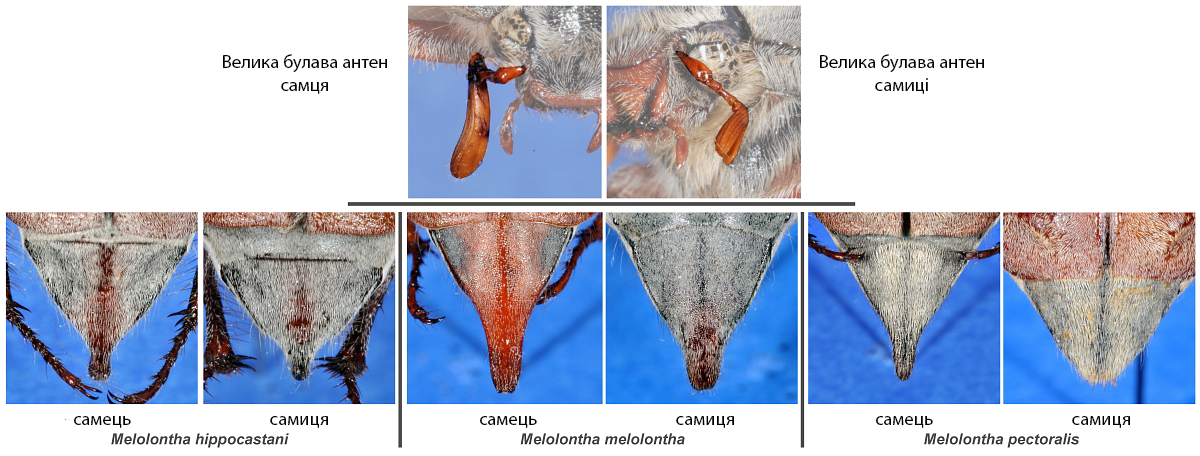
Відмінності між трьома видами європейських травневих хрущів

Великий травневий хрущ також не є шкідником, оскільки зустрічається лише у невеликому ареалі південної Німеччини й Австрії, нечисленний.

### Статева поведінка
Самці різних видів травневих хрущів орієнтуються на різні речовини у пошуку самиць для парування. Східний хрущ використовує 1,4-бензохінон, який виділяють дерева при пошкодженні їхнього листя самицями. Самець західного хруща переважно шукає самицю за запахом рослинних спиртів, суміші гексанолу, цис-з-гексен-1-олу і транс-2-гексен-1-олу.